# نووی چیفلیک
نووی چیفلیک (به بلغاری: Novi Chiflik) یک منطقهٔ مسکونی در بلغارستان است که در شهرستان کیوستندیل واقع شده‌است.